# Лаокоон, или О границах живописи и поэзии
«Лаокоон, или о границах живописи и поэзии» (нем. Laokoon oder über die Grenzen der Malerei und Poesie) — программный трактат поэта, драматурга и эстетика Г. Э. Лессинга, посвящённый проблеме определения границ между живописью и поэзией. Впервые опубликован в 1766 г. в Берлине.

## Содержание

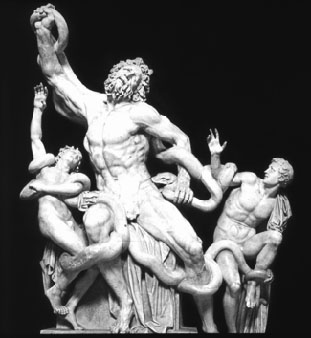
«Лаокоон и его сыновья» в музее Пия-Климента, Ватикан

Античная скульптурная группа «Лаокоон и его сыновья», хранящаяся в Ватиканском музее, послужила Лессингу основой для теоретического осмысления специфики изобразительного искусства и поэзии. Выступая против доминирующей на протяжении почти всего века Просвещения эстетической программы классицизма, которая заключалась в утверждении принципа сопоставимости видов искусств, берущего начало ещё с древних времен (как, например, в нормативной поэтике Горация — «ut pictura poesis»), Лессинг, во многом ссылаясь на тот же опыт классической древности, указывает на принципиальное различие искусств «как по предметам, так и по роду их подражания».
В своей попытке определить задачу поэзии эстетическая программа классицизма указывала на её соотнесенность с визуальными искусствами. Так, задача поэтического искусства заключалась в пластическом подражании природе. Поэзия должна была наиболее точно описывать многообразие изящной природы, с целью доказательства идеи мировой целесообразности и общего благоустройства, а также украшать и возвышать мир действительности. За живописью же всё более закреплялась пиктографическая функция, заключавшаяся в том, чтобы выступать в качестве выразителя различных отвлеченных абстракций, пользуясь инструментарием универсального языка статичных условно-мифологических образов, или же наоборот, попросту иллюстрировать сюжеты из классической мифологии и Гомера. Лессинг отмечает, что современная ему критическая мысль классицизма, предав забвению тот факт, что и в древности два вида искусств имели четкое разграничение (в частности, Лессинг указывает на неправильное понимание афоризма Симонида — «живопись — немая поэзия, поэзия — говорящая живопись»), создала ложное представление о специфике и задачах обоих искусств:

И эта лжекритика частично сбила с толку даже мастеров. Она породила в поэзии стремление к описаниям, а в живописи — жажду аллегорий, ибо первую старались превратить в говорящую картину, не зная, в сущности, что же поэзия могла и должна была изображать, а вторую — в немую поэзию, не думая о том, в какой мере живопись может выражать общие понятия, не удаляясь от своей природы и не делаясь лишь некоторым произвольным родом литературы.— 
В своем трактате Лессинг выступил против эстетической программы основных теоретиков классицизма (Готтшед и его единомышленники). Изобразительное искусство и поэзия имеют общую направленность в том, что оба они направлены на подражание природе и в том или ином виде призваны воспроизводить действительность. Принципиальный же момент заключается в том, что, по Лессингу, каждый вид искусства, благодаря особой специфике и индивидуальным техникам, выполняет свое назначение по-своему. Специфическое свойство поэзии заключается в принадлежности к временны́м искусствам, в качестве предмета изображения в поэзии выступает протекающее во времени действие. В отличие от живописи, предметом которой являются тела их свойства, поэзии практически недоступно изображение телесного облика во всей полноте, пластической завершенности. Предмет в изобразительных искусствах запечатлевается художником в определённый момент своего развития, именно тогда, когда «лишь с определённой точки зрения» становится возможной фиксация наиболее устойчивых его черт. Такая фиксация наиболее значимого, благоприятного момента в живописи и пластике направлена на то, чтобы обеспечить единство и целостность созерцания, при котором «становились бы понятными и предыдущие и последующие моменты». Поэзии же доступно изображать последовательное развитие, действие в своей живой динамике. Изображение в поэзии не построено на детальном воссоздании находящегося в пространстве предмета, но наоборот, оно состоит в претворении пребывающего в пространстве в длящееся во времени. Основной инструмент поэзии — произвольные языковые знаки, указывающие на последовательность совершающихся действий во времени, тогда как знаки изобразительных искусств (естественные) могут изображать предметы, расположенные только на одной плоскости. Живопись может изображать действия, но только лишь опосредованно, при помощи тел и их свойств, расположенных подле друг друга, поэзия может изображать тела, поскольку у каждого действия есть субъект («действительное тело» — Wesen Körper), но также лишь опосредованно, при помощи действий. Если живопись запечатлевает благоприятный момент положения тела, то поэзия указывает на свойство, вызывающее определённое чувственное представление о теле.
На множестве примеров Лессинг продемонстрировал, что в поэзии лучше избегать подробных описаний. Так, например, описание Альцины в «Неистовом Роланде» Ариосто способно удивить широчайшими познаниями в разных областях, но при этом нисколько не тронуть читателя; более того, Лессинг говорит, что благодаря подобным описаниям с трудом можно составить хоть сколько-нибудь целостный образ. «Они могут иметь какое-либо значение лишь в устах учителя живописи, объясняющего своим ученикам красоты академической модели: в этом случае достаточно одного взгляда на стоящую перед глазами модель, чтобы увидеть и правильные очертания светлого лба, и изящную линию носа, и прелесть узкой продолговатой руки. Но в описании поэта я ничего этого не вижу и с досадой чувствую бесполезность моих усилий что-либо увидеть». Указания Лессинга заключались в том, что он советовал, опираясь на Гомера, давать вместо описаний предмета описание совершающегося с ним действия, или же изображать то, какое воздействие может оказать сам предмет. Так, Гомер избегает описаний Елены, но при этом представление о её красоте мы получаем благодаря тому, какое воздействие, по рассказу поэта, оказала красота на совет старейшин троянцев. «Что может дать более живое понятие об этой чарующей красоте, как не признание холодных старцев, что она достойна войны, которая стоила так много крови и слез. То, чего нельзя описать по частям и в подробностях, Гомер умеет показать нам в его воздействии на нас. Изображайте нам, поэты, удовольствие, влечение, любовь и восторг, которые возбуждает в нас красота, и тем самым вы уже изобразите нам самое красоту».

## Спор с И. И. Винкельманом
Немаловажна также содержащаяся в тексте полемика между Лессингом и И. И. Винкельманом, главным исследователем искусства классической древности. В «Истории искусства древности» (1764) Винкельман доказывал, что отличительными чертами классического искусства являются благородная простота и спокойное величие, проявляющиеся в позах и выражениях лиц. В «Лаокооне» он видел яркий пример стойкости и предельной невозмутимости духа, превозмогающего какие бы то ни было страдания. В противовес такому стоическому идеалу, утвержденному Винкельманом, Лессинг указывал на то, что классической древности вовсе не было свойственно подавление чувственности. «Но не таков грек! Он был чувствителен и знал страх; он обнаруживал и свои страдания и свое горе; он не стыдился никакой человеческой слабости, но ни одна не могла удержать его от выполнения дела чести или долга». Другое дело, отмечает Лессинг, что вся чувственность должна была проявляться в меру, в отличие от неумеренности в чувствах, свойственной варварам. «Героизм грека — это скрытые в кремне искры, которые спят в бездействии и оставляют камень холодным и прозрачным, пока их не разбудит какая-нибудь внешняя сила. Героизм варвара — это яркое пожирающее пламя, которое горит непрерывно и уничтожает или по крайней мере ослабляет в его душе всякую иную добрую наклонность». Что касается вопроса о допустимости всестороннего и полноценного изображения страдания в древности, Лессинг оправдывает положение Винкельмана о том, что Лаокоон не издает крик вследствие нестерпимой боли, а лишь испускает «трепетный и сдавленный вздох», но вместо психологического доказательства последнего дает эстетическое. Лессинг полагает, что изображение страдания дозволялось лишь отчасти. В связи с Лаокооном главной целью художника было изображение высшей красоты, связанной с телесным страданием, но ввиду несовместимости такового вида страдания с красотой, перед ваятелем встала задача выразит нечто, что по своим свойствам менее искажает самое красоту. Так, по Лессингу, вместо крика Лаокоона художник изобразил стон, и «не потому, что крик изобличал бы неблагородство, а потому, что он отвратительно искажает лицо».

## Влияние
«Лаокоон» — важнейший документ эстетической рефлексии эпохи. На момент выхода он был встречен весьма положительно, а его идеи, воспринятые многими с энтузиазмом, незамедлительно повлекли за собою широчайший отклик.
В начале своего творческого пути молодой Иоганн Готфрид Гердер продолжал и развивал учение Лессинга. Сперва во «Фрагментах о новейшей немецкой литературе» (Fragmente über die neuere deutsche Literatur, Riga, 1766—1768), а затем и в непосредственно примыкающих к «Лаокоону» «Критических лесах» (Kritische Wälder, 1769), Гердер выступил с позиции комментатора и критика эстетической теории Лессинга. Критика Гердера касалась заявленного Лессингом положения об отношении видов искусств к собственному материалу. Если в изобразительных искусствах материал (краски и формы) непосредственно участвует в воздействии, то в поэзии основной материал, воздействующий на чувства — звук, сам по себе произволен и становится действительным только благодаря определённому семантическому наполнению. Изображаемое посредством последовательного звучания слов действие в поэзии основывается на наличествующей в самих словах силе (Kraft), и никак не ограничивается чисто механическими характеристиками вроде звуковой протяженности и последовательности. Именно смысл слов, утверждает Гердер в противовес теоретическим положениям Лессинга, через посредство чувственного динамического переживания действует на способности воображения и фантазии, которые и организуют множественность опыта в целостный художественный образ.
Для Иоганна Вольфганга Гёте выход «Лаокоона» был знаменательным событием. В конце XVIII в., в разгар классицистического периода своего творчества, Гёте посвятил отдельную статью в первом номере своего журнала «Пропилеи» (Propyläen, 1798) проблематике «Лаокоона», опираясь на теоретические положения Винкельмана и Лессинга. Помимо того, во второй части «Поэзии и правды» (Dichtung und Wahrheit: aus meinem Leben, 1812) мы можем прочитать свидетельства Гёте о том, какое воздействие оказали идеи Лессинга на молодое поколение его эпохи. Высокую оценку лессинговскому трактату дал и главный теоретик романтической школы Фридрих Шлегель, хоть и заметил в своей работе о Лессинге (1797), что поначалу «совершенно неудовлетворенный и расстроенный, отложил в сторону „Лаокоона“, несмотря на то, что брался за него с радужными надеждами, и несмотря на впечатление, которое произвели отдельные места». В своей главной работе «Мир как воля и представление» Артур Шопенгауэр посвящает отдельный параграф рассмотрению проблематики «Лаокоона».
Если давать характеристику воздействию программного сочинения Лессинга на эстетику XIX в. в целом, то справедливо можно утверждать, что основные идеи трактата Лессинга хоть и оказывали широкое воздействие на развитие эстетической мысли, но, как отмечает Ал. В. Михайлов, в действительности характер такого воздействия чаще всего оказывался в некотором смысле «непрямым и как бы непредусмотренным», и зачастую мог касаться «иных отношений внутри искусства, нежели те, которые прямо затрагивал Лессинг».